# Silbermond und Kupfermünze
Silbermond und Kupfermünze (engl. The Moon and Sixpence) ist ein Roman von William Somerset Maugham, der 1919 bei Heinemann in London und im selben Jahr bei George H. Doran in New York City erschien. Die Übertragung ins Deutsche kam 1927 heraus. Erzählt werden Episoden aus dem Leben des erst nach seinem Tode berühmt gewordenen fiktiven englischen Malers Charles Strickland. Als Vorbild diente Paul Gauguin.

## Form
Die Handlung läuft über mehr als 20 Jahre. Der Leser wird an die Schauplätze London, Paris, Marseille und in die Südsee geführt.
Anfangs ist der Ich-Erzähler ein unerfahrener junger Schriftsteller, der ein Medizinstudium hinter sich hat, in London Zugang zu literarischen Kreisen sucht und dabei die Bekanntschaft der Gattin des Börsenmaklers Charles Strickland macht. Zu der Zeit ist Strickland um die 40 Jahre alt.
Der Ich-Erzähler gibt freimütig zu, dass er von Malerei nichts versteht. Trotzdem findet er ein Mittel zur genaueren Charakterisierung seines Protagonisten. Wenn der Erzähler schon am jeweiligen Handlungsort keinen Kontakt zu Strickland beziehungsweise einer von dessen Frauen knüpfen kann, so findet doch an jedem genannten Ort mindestens einen Menschen, der ihm bereitwillig Ausführliches über die Vita des Malers erzählt. Und wenn doch einmal der Informationsfluss versiegt, dann ist das für den Erzähler weiter kein Handicap. Er lässt in dem Fall einfach seiner Phantasie freien Lauf. Dabei habe er keinen Roman verfasst, sondern nur Tatsachen mitgeteilt. Solche Unvereinbarkeit nimmt der Leser kopfschüttelnd hin. Es gibt aber ein Feld, das der Erzähler mit der für Engländer gebotenen Zurückhaltung betritt: das sexuelle. Trotzdem weiß der Leser stets, was gemeint ist. Umso mehr sich zum Beispiel Dirk Stroeves (siehe unten) Gattin gegen Stricklands überwältigende Sinnlichkeit auflehnt, desto näher rückt der Punkt, an dem sie ihr – verzweifelnd kämpfend – erliegt.
Gelegentlich resümiert der Erzähler am Kapitelende. Zum Beispiel am Ende des 17. Kapitels wird zusammengefasst, das Leid mache rachsüchtig. Oder der Erzähler bemängelt Stricklands völlig fehlende Dankbarkeit.
Die beiden Substantive im Titel kommen im Text der deutschen Ausgabe kein einziges Mal vor. Nimmt man den Originaltitel wörtlich, helfen „Mond“ und „Sixpence“ auch nicht weiter. 

## Inhalt
Obwohl der Erzähler nur ein Bekannter von Mrs. Strickland ist, reist er in ihrem Auftrag von London nach Paris, um den entlaufenen Ehegatten zur Rückkehr in den Schoß der Familie zu bewegen. Charles Strickland lebt in der französischen Metropole in ärmlichen Verhältnissen und hat das Kapitel Familie ein für alle Mal abgeschlossen. Siebzehn Jahre habe er für seine Frau und die beiden gemeinsamen Kinder gesorgt. Nun möge Mrs. Strickland künftig für sich selbst sorgen. Dabei bleibt es. Vergeblich redet der Erzähler dem störrischen Strickland ins Gewissen. Der Flüchtling ist beinahe mittellos und sähe es gern, wenn seine Frau wieder heiratete. Strickland stellt klar, er habe die Ehe nicht gebrochen, sondern wolle lediglich malen. Der Erzähler nennt Strickland einen Schuft, gibt auf und geht mit dem künftigen Maler essen.
Als der Erzähler – nach London zurückgekehrt – berichtet, muss Mrs. Strickland erkennen, der Gatte hat sie nicht einer anderen Frau wegen, sondern wegen einer Idee verlassen. Sie folgert, er werde nie wiederkommen. Fortan nimmt sie ihr Geschick erfolgreich in die eigenen Hände. Die Kinder, zwei Teenager, kommen bei Mrs. Stricklands Schwester und deren Ehemann – einem kinderlosen Paar – unter.
Fünf Jahre später übersiedelt der Erzähler nach Paris, schreibt an einem Theaterstück und trifft bald auf den miserablen, aber erfolgreichen nordholländischen Maler Dirk Stroeve. Der Holländer hat mit sicherem Blick in Strickland den bedeutenden Maler erkannt. Der große englische Künstler ist inzwischen halb verhungert. Strickland führt manchmal Londoner Touristen durch die Stadt an der Seine und übersetzt Pariser Werbeschriften ins Englische. Die Großstadt ist nicht das, was er sucht. Auf einer einsamen Insel, so meint er, könnte er ganz seiner Kunst leben. Bald nach der Wiederbegegnung des Erzählers mit Strickland wird der Autor von dem Maler um Geld angebettelt. Der Erzähler gibt nichts, will aber eines von Stricklands Bildern kaufen. Strickland möchte den potentiellen Käufer am liebsten zum Teufel schicken. Als Strickland schwer erkrankt, wird er von Stroeve aufgenommen und aufopferungsvoll gesund gepflegt. Zum Dank nimmt Strickland dem Holländer die Frau weg. Genauer gesagt, sie brennt mit dem Rekonvaleszenten durch. Die Beziehung endet nach einem Vierteljahr. Die Frau vergiftet sich mit Oxalsäure und stirbt einen grässlichen Tod.
Oben war von den Schauplätzen Marseille und der Südsee die Rede. Der Erzähler ist Strickland auf seinen Reisen dort nie begegnet. Als Strickland Paris in Richtung Marseille verlässt, lebt er noch sechs Jahre. Auf Murea in Sichtweite von Tahiti findet er den erforderlichen Frieden zu seinem Werk, das Kunsthändler aus Paris und Berlin nach seinem Tode zum Teil aufstöbern. Als der Erzähler in Papeete vorbeikommt, ist der Maler bereits neun Jahre tot. Die fünfzigjährige Tiaré Johnson erzählt ihm dort, wie sie vor Jahren ihre damals 17-jährige entfernte Verwandte Ata mit Strickland verkuppelte. Nach der Hochzeit bezieht Strickland mit Ata eine baufällige Hütte weitab von menschlichen Behausungen. Strickland erntet Kokosnüsse, fischt und malt. Er ist an seinem Sterbeort angekommen. Künstler und einsam sein ist für ihn eins. Ata bringt zwei Kinder zur Welt. Strickland stirbt an Lepra. Ata hält während der Krankheit unbeirrt zu ihrem Mann.

## Verfilmungen
- 1942 wurde das Buch von Albert Lewin verfilmt. George Sanders spielte Charles Strickland. Die deutschsprachige Fassung wurde in der Bundesrepublik Deutschland 1955 unter dem Titel Der Besessene von Tahiti gezeigt.[2]
- 1959 wurde Robert Mulligans gleichnamiger Film[3] im US-Fernsehen ausgestrahlt. Laurence Olivier spielte Charles Strickland.

## Verwendete deutsche Ausgabe
- Silbermond und Kupfermünze. Aus dem Englischen übersetzt von Susanne Feigl. Aufbau Verlag, Berlin 1978 (1. Aufl. 1973). 236 Seiten (Lizenzgeber: Diogenes Verlag, Zürich)

## Anmerkung
1. ↑  Im Untertitel der Erstausgabe heißt es: „Maugham's first 'exotic' novel. Based extremely loosely on the life of Paul Gauguin“ (W. Somerset Maugham bibliography). Siehe zum Beispiel auch: verwendete Ausgabe, S. 2, 8. Z.v.u.